# Климена (служанка)
Климена (др.-греч. Κλυμένη) — персонаж древнегреческой мифологии. У Гомера это служанка Елены, именуемая «волоокой». Героиня, упомянутая в числе троянских пленниц у Стесихора («Гибель Илиона»). Изображена на картине Полигнота в Дельфах.
По Виламовицу, тождественна сестре Пирифоя и дочери Иксиона по имени Фисадия. Захвачена в плен Диоскурами вместе с Эфрой и отдана в рабство Елене, потом увезена в Трою. После падения Трои стала пленницей Акаманта.
Возможно, в честь Климены назван астероид (104) Климена, который был открыт 13 сентября 1868 года американским астрономом Дж. К. Уотсоном в Детройтской обсерватории, США, и назван в честь одного из 10 персонажей древнегреческой мифологии с именем Климена.